# 史樹德
史樹德（1570年10月25日—17世紀），字仲培，號省愚，南直隸鎮江府金壇縣人，明朝政治人物。

## 生平
史樹德早年出身府學增廣生，以《書經》中萬曆二十五年（1597年）丁酉科應天鄉試舉人第二十一名，萬曆二十六年（1598年）戊戌科會試中式後，未殿試，至二十九年（1601年）補殿試，成三甲進士，授浙江餘姚縣知縣，三十三年（1605年）轉任秀水知縣。
此後，史樹德入朝擔任南京吏部文選司郎中，萬曆四十四年（1616年）調任祠祭清吏司郎中，四十六年（1618年）十二月陞為陝西西寧道副使，歷任廣東右參政。天啟五年（1625年）官至雲南按察使。

## 家族
曾祖史夢暘，祖父史鍾華，父親知縣史洪達，母親孺人吳氏。兄史弼，萬曆二十年進士。

## 引用
1. 1 2  光緒《金壇縣志·卷八·選舉志》：萬厯二十九年 張以誠榜……史樹德 字省愚，弼弟，授秀水知縣，陞南京兵部主事，終陝西副使、廣東參政、雲南按察使。……萬厯二十五年 解元呂克孝 史樹德 見進士
2. ↑  《萬曆二十六年戊戌科進士履歷》：史樹德，省愚，書四房，庚午九月二十七生。金坛人，丁酉二十一，会二百五十三，三甲八十三。工部政。曾祖梦暘。祖钟華。父洪達，知县封文林郎。
3. ↑  乾隆《鎮江府志·卷二十九·進士》：萬歷二十九年辛丑科……史樹德，字有愚，金壇人，弼弟，中戊戌會試，至是科廷試。
4. ↑  《萬曆二十九年辛丑科進士登科錄》：史樹德 貫直隸鎮江府金壇縣民籍，府學增廣生，治《書經》，字仲培，行三，年三十二，九月二十七日生。曾祖夢暘，祖鍾華，父洪達 封文林郎，知縣，母吳氏 封孺人，具慶下，兄懋文 貢士、弼 知縣，弟乘 選貢生、懋功、懋勗、懋禮、懋輛、懋直、懋信、懋智，娶王氏。應天府鄉試第二十一名，會試第二百五十三名。
5. ↑  光緒《重修餘姚縣志·卷十八·職官表》：知縣……史樹德 金壇人，二十九年任
6. ↑  康熙《秀水縣志·卷四》：知縣……史樹德 金壇人，進士，乙巳任
7. ↑  《禮部志稿》·卷四十三：祠祭司郎中……史樹德仲培，直隸金壇縣人，辛丑進士，繇南京吏部文選司郎中，萬厯四十四年補任
8. ↑  《明神宗顯皇帝實錄·卷五百七十七》：（萬曆四十六年十二月）辛巳……陞祠祭司郎中史樹德為陝西副使……
9. ↑  四庫全書《甘肅通志·卷二十七·職官》：分守西寧道……史樹德 江南金壇人
10. ↑  《明熹宗悊皇帝實錄·卷六十六》：（天啟五年十二月戊子）……陞廣東布政使司右參政史樹德為雲南按察使……
11. ↑  光緖《雲南通志·卷一百二十一·秩官志二之四》：按察使……史樹德 金壇人，進士，萬曆【天啟】時任 採訪